# Dmitrij Tarasov (ishockeyspelare)
Dmitrij Jevgenjevitj Tarasov (ryska: Дмитрий Евгеньевич Тарасов), född 13 februari 1979 i Chabarovsk, död 14 juni 2023 i Chabarovsk, var en rysk ishockeyspelare (ytterforward) som avslutade sin karriär med spel för Amur Chabarovsk.